# جيمس هوبير برايس
جيمس هوبير برايس (بالإنجليزية: James Hubert Price)‏ هو محامي وسياسي أمريكي، ولد في 7 سبتمبر 1878 في مقاطعة غرينبريه في الولايات المتحدة، وتوفي في 22 نوفمبر 1943 في ريتشموند في الولايات المتحدة. حزبياً، نشط في الحزب الديمقراطي. وقد انتخب نائب حاكم فرجينيا ‏ وانتخب حاكم فرجينيا ‏ (15 يناير 1938 – 21 يناير 1942).